# Catostemma
Catostemma es un género de plantas con flores con 21 especies de la familia Malvaceae. Es originario de Sudamérica. Fue descrito por George Bentham y publicado en London Journal of Botany 2: 365, en el año 1843. La especie tipo es Catostemma fragrans Benth.

## Especies
| - Catostemma albuquerquei - Catostemma altsoni - Catostemma cavalcantei - Catostemma clarkii - Catostemma commune - Catostemma digitata - Catostemma durifolius - Catostemma ebracteolatum - Catostemma fragrans - Catostemma grandiflorum | - Catostemma grazielae - Catostemma hirsutulum - Catostemma macrosperma - Catostemma marahuacense - Catostemma micranthum - Catostemma milanezii - Catostemma praecox - Catostemma pubistylum - Catostemma sancarlosianum - Catostemma sclerophyllum - Catostemma spruceanum |